# Isis (группа)
Isis (принято как ISIS) — метал-группа из Бостона, существовавшая с 1997 по 2010 годы.
По словам вокалиста Аарона Тёрнера, наибольшее влияние на музыкальный стиль группы оказали такие коллективы, как Swans, Tool, Melvins, Godflesh и Neurosis. 
Последний альбом группы, Wavering Radiant, был выпущен 5 мая 2009 года. Группа распалась в середине июня 2010 года, перед релизом сплита с группой Melvins. В 2018 году группа воссоединилась под названием Celestial для одного концерта в память Калеба Скофилда.

## Состав
- Аарон Тернер (Aaron Turner) — гитара, вокал (с 1997 г.)
- Аарон Харрис (Aaron Harris) — ударные (с 1997 г.)
- Джефф Кейксайд (Jeff Caxide) — бас-гитара (с 1997 г.)
- Майк Галлахер (Mike Gallagher) — гитара (с 1999 г.)
- Клифф Майер (Cliff Meyer) — гитара, электронные инструменты (с 1999 г.)

### Бывшие участники
- Крис Мерещук (Chris Mereschuk) — электроника (1997—1998 гг.)
- Джей Рэндолл (Jay Randall) — электроника (1999 г.)

## Дискография

### Студийные альбомы
- Celestial (2000 г.)
- Oceanic (2002 г.)
- Panopticon (2004 г.)
- In the Absence of Truth (2006 г.)
- Wavering Radiant (2009 г.)